# Asplenium × centovallense
Asplenium × centovallense là một loài dương xỉ trong họ Aspleniaceae. Loài này được D.Meyer mô tả khoa học đầu tiên năm 1968.
Danh pháp khoa học của loài này chưa được làm sáng tỏ. 